# Исороку Јамамото
Исороку Јамамото (Нагаока, Нигата, 4. април 1884 — Бугенвил, 18. април 1943) је био јапански адмирал и командант јапанске Комбиноване флоте у Другом светском рату.
Рођен је у Нагаоки као шести син школског службеника, а усвојен је од стране породице Јамамото. Студирао је на јапанској морнаричкој академији и рањен је током Руско-јапанског рата. Касније је студирао на Харварду а за време 1926. и 1927. служио је као морнарички аташе у јапанској амбасади у Вашингтону. Коминистар јапанске морнарице постао је 1936, а 1941. постао је врховни командант јапанских морнаричких сила.
Јамамото се противио рату са САД (један од ретких) и предвидео је пораз Јапана ако би сукоб трајао више од годину дана. Међутим упркос својим уверењима, Јамамото је испланирао први јапански напад на америчке базе на Пацифику. Његов вешто испланирани изненадни напад на САД у потпуности је онеспособио луку Перл Харбор и све бродове који су се налазили у њој, али промашио је свој главни циљ - америчке носаче авиона који су у том тренутку били на мору.
Тражећи директну борбу са америчким носачима, Јамамото је поражен у бици код Мидвеја 1942, а ни његова кампања на Соломонима није прошла најбоље.

## Смрт
Да би подигао морал својих војника након пораза код Гвадалканала (види: Гвадалканалска кампања), Јамамото се одлучио да изврши инспекцијско путовање по јужном Пацифику. Дана 14. априла 1943. године, америчка прислушна служба је ухватила и дешифровала поруку која је садржала опис Јамамотовог пута, укључујући локацију, време доласка и одласка као и број и тип авиона ће превозити и штитити Јамамота на том путовању. Јамамотова путања лета ја показивала, да ће он летети из Рабаула ка аеродрому Балалае, на острву у близини Бугенвила - Соломонова острва, у јутарњим сатима 18. априла 1943. године.
Амерички председник Френклин Рузвелт је захтевао од министра морнарице Френка Нокса да ухвати Јамамота. Нокс је пренео адмиралу Нимицу захтев Рузвелта, а Нимиц се консултовао са адмиралом Хелсијем, командантом Јужнопацифичке области, и издао му задатак да пресретне Јамамотов лет и да га обори.
Ловачка ескадрила 339, из 347. ловачке групе, 13 ваздушне армије је била одређена за мисију, пошто су само њихови ловци П-38 Лајтнинг поседовали довољан домет да препрече пут Јамамотовим авионима. Пилотима је речено како треба да пресретну значајне високе официре, премда нису били јасно обавештени колико је њихова мета заиста важна.
Ујутро 18. априла, упркос наговарању локалног вишег официра да се откаже пут плашећи се од могуће заседе, Јамамотови авиони су напустили Рабаул по реду лета и кренули на пут дуг 315 наутичких миља. Убрзо затим, 18 ловаца Локид П-38 узлетело је са Гвадалканала. Већи део свог лета од 430 наутичких миља, они су одржавали потпуну радио тишину. У 9:34 сати, по Токијском времену, две групе авиона су се сусреле и започела је борба између ловаца П-38 и 6 ловаца Зеро из Јамамотове пратње.
Поручник Рекс Т. Барбер је напао један од два јапанска бомбардера, за који се испоставило да је био баш Јамамотов авион. Отворио је ватру из својих топова и митраљеза, и пуцао све док се није појавио пламен на левом мотору јапанског бомбардера. Барбер је затим окренуо свој авион како би напао други јапански бомбардер, док је Јамамотов авион у пламену падао у џунглу. Накнадно је још један пилот, капетан Томас Џорџ Ланфиер, тврдио да је оборио водећи бомбардер, и та тврдња је довела до десетогодишње расправе све док један тим стручњака није посетио место пада авиона да би одредио смер дејства метака. Већина историчара не оспорава тврдње Барбера, да је управо он оборио Јамамотов авион.
Један амерички пилот, поручник Рејмонд К. Хејн је погинуо у овој операцији.
Место пада и тело адмирала Јамамота у џунгли, северно од тадашњег обалског места, бивше аустралијске патролне испоставе Буин је следећег дана пронашла јапанска спасилачко-извиђачка јединица коју је предводио армијски инжењер, поручник Хамасуна. По речима Хамасуне, Јамамотово тело је било избачено из олупине авиона, његове руке у белим рукавицама чврсто су држале дршку његове катане, још увек седећи на свом седишту испод једног дрвета. Ханасуна напомиње да је Јамамото био одмах препознатљив и да му је израз лица био дубоко замишљен. Каснија обдукција Јамамотовог тела је изнела на видело две прострелне ране, једна отпозади испод леве лопатице, а друга улази лево испод доње вилице и излази изнад десног ока. Упркос сведочењима, питање да ли је адмирал био жив након пада авиона или не, довело је до велике расправе у Јапану.
Ово је била најдужа ловачко-пресретачка мисија у Другом светском рату. Јамамотова смрт је подигла морал у САД, а шокирала Јапанце који су званично обавештени о погибији адмирала тек 21. маја 1943. године. Да би прикрили чињеницу да су Савезници читали јапанске шифре, америчке новинске агенције су објавиле да је цивилна обалска стража видела на Соломоновим острвима како се Јамамото укрцава у бомбардер у тој области. Они такође нису објавили имена пилота који су учествовали у нападу на Јамамотове авионе, зато што је један од њих имао брата који је био јапански заробљеник и амерички војни службеници су се плашили за његову безбедност.
Капетан Ватанабе и његов штаб су спалили остатке адмирала Јамамота у бази Буин, и тај пепео је послат за Токио на палуби бојног брода Мусаши, Јамамотовог заставног брода. Јамамоту је одржан државни спровод 3. јуна 1943. године, са милион људи у поворци, и тада је добио, постхумно, чин адмирала флоте, а награђен је и вишим Орденом Хризантеме. Такође је од Нацистичке Немачке добио Витешки крст са храстовим лишћем и мачевима. Део његовог пепела је сахрањен на јавном гробљу у општини Тама - Токио, а остатак је сахрањен на породичном гробљу у Чуко-ђи храму у граду Нагоја.

## Цитати
Бојим се да смо пробудили успаваног дива и да ће његова реакција бити страшна— Адмрал Јамамото о нападу на Перл Харбор